# Вулиця Григорія Вірьовки
Ву́лиця Григо́рія Вірьо́вки — вулиця в Деснянському районі міста Києва, котеджне селище Деснянське. Пролягає від вулиці Олександра Білаша до кінця забудови.

## Історія
Сформувалася на початку 2010-х років як одна з вулиць котеджного селища Деснянське. Сучасна назва на честь українського композитора і хорового диригента Григорія Верьовки — з 2011 року. Попри те, що прізвище диригента Верьовка, в рішенні Київради і в офіційному довіднику «Вулиці міста Києва» назва вулиці подана як Вірьовки (з літерою і).